# جان إيف لوكونت
جان إيف لوكونت (بالفرنسية: Jean-Yves Leconte)‏ هو سياسي فرنسي، ولد في 31 أكتوبر 1966 في الدائرة الثانية عشرة في باريس في فرنسا. حزبياً، نشط في الحزب الاشتراكي. وقد انتخب عضو مجلس الشيوخ الفرنسي.